# 马克·瑞安
马克·瑞安（英語：Marc Ryan，1982年10月14日—），新西兰男子自行车运动员。他曾代表新西兰参加2004年、2008年和2012年夏季奥林匹克运动会自行车比赛，获得二枚铜牌，均来自男子团体追逐赛项目。